# Elektroluminescentie
Elektroluminescentie is een vorm van luminescentie waarbij een materiaal licht uitzendt ten gevolge van een elektrische stroom die erdoorheen gaat of een elektrisch veld dat ermee geassocieerd is. Hiermee onderscheidt het zich van andere vormen van luminescentie die het gevolg zijn van licht (fotoluminescentie), geluid (sonoluminescentie), warmte (gloeien), chemische reactie (chemoluminescentie) en een mechanische actie (mechanoluminescentie). 